# نقولا غنما
نقولا بك غنما كان من الشخصيات البارزة في تاريخ الأردن الحديث، حيث شغل منصب وزير المالية في الحكومة الأردنية خلال أوائل الأربعينيات من القرن العشرين. في التشكيل الوزاري الذي جرى في 28 يوليو 1941، تولى غنما حقيبة المالية ضمن حكومة توفيق باشا أبو الهدى. بالإضافة إلى دوره كوزير للمالية، كان ايضا أول وزير للزراعة في الأردن، مما يعكس مساهماته المتعددة في تطوير القطاعات الحكومية المختلفة. وكان له دور فعّال في الحياة الاجتماعية والسياسية في الأردن خلال تلك الفترة، حيث ساهم في تشكيل السياسات المالية والزراعية للمملكة.

## النشاة والتعليم
نقولا غنما، ابن الشيخ سعد الغنما، نشأ في بيئة قيادية حيث كان والده الشيخ سعد ممثلاً للمسيحيين في لواء عجلون لمدة 18 عام، خلفًا لشقيقه الشيخ خليف. سار نقولا على نهج والده، فشغل عدة مناصب هامة منها منصب المدعي العام في العهد العثماني. لاحقًا، تم اختياره لشغل نفس المنصب في حكومة عجلون العربية، التي تشكلت بعد سقوط الحكومة العربية في دمشق.

## المناصب
- نائبًا عامًا في حكومة توفيق أبو الهدى الأولى في 1938 - 1939[1][3]
- وزير للتجارة والزراعة في حكومة توفيق أبو الهدى الثانية في الفترة - 1939- 1940
- وزير للمالية في حكومة توفيق أبو الهدى الثانية في الفترة 1940- 1940
- وزير للمالية والشؤون الاقتصادية في حكومة دولة السيد توفيق أبو الهدى الثالثة في الفترة 1940- 1941
- وزير للمالية والاقتصاد في حكومة دولة السيد توفيق أبو الهدى الرابعة في الفترة من 1941 -1942
- وزير للتجارة والزراعة في حكومة دولة السيد توفيق أبو الهدى الرابعة في الفترة من 1942- 1943
- وزير للتجارة والزراعة في حكومة دولة السيد سمير الرفاعي الأولى في الفترة من 1944 - 1945
- وزير للتجارة والزراعة في حكومة دولة السيد ابراهيم هاشم الثانية في الفترة من 1945 - 1946
- وزير للمالية والاقتصاد في حكومة دولة السيد ابراهيم هاشم الثانية في الفترة من 1946 - 1946
- وزير للمالية والاقتصاد والتجارة في حكومة دولة السيد ابراهيم هاشم الثانية في الفترة من - 1946 - 1947

## روابط خرجية
- نقولا غنما - موقع رئاسة الوزراء